# Office français d'exportation d'armement
L'Office français d'exportation d'armement ou ODAS, a succédé en 2008 à la SOFRESA, la Société française d'exportation de systèmes d'armes (transformée en « systèmes avancés »), créée en 1974. C'est une société qui regroupe l'État et divers industriels de l'armement pour assurer la commercialisation de matériel militaire, terrestre et naval, français pour le Moyen-Orient, en particulier l'Arabie saoudite.

## Histoire
La SOFRESA (Société française d’exportation de systèmes d’armes à destination du Moyen-Orient) est fondée en 1974 sur l’initiative du gouvernement Messmer. L’essentiel des capitaux est détenu par l’État et le secteur public. 
En avril 2008, la société ODAS prend la suite de la SOFRESA. Le capital d'ODAS est constitué depuis le 30 juillet 2008 d'une participation de l'État à hauteur de 34 %, le reste étant détenu par les grands industriels de l'armement (Thales, EADS, DCNS...).
L'amiral Alain Oudot de Dainville en prend la direction en 2008. En 2014, l’amiral Édouard Guillaud est nommé à ce poste. Il quitte la tête de l’ODAS le 28 septembre 2017. Il est remplacé par l'ingénieur général de l’armement Daniel Argenson. Cette décision est liée à la volonté de l’État français de redynamiser les relations économiques entre la France et le royaume saoudien dans les domaines de la défense de la sécurité et des hautes technologies. Confronté à la concurrence espagnole ou américaine, le secteur français de la Défense pourrait avoir de plus en plus de mal à nouer des contrats avec les Saoudiens. En 2018, le magazine La Tribune relate une « marginalisation progressive » de l'Hexagone en Arabie saoudite doublée d'une volonté de la monarchie — essentiellement Mohammed ben Salmane — de s'affranchir d'ODAS pour les futurs contrats d'armement avec les industriels français ; le tout laisse envisager une disparition d'ODAS,,.

## Liste des présidents
- ingénieur de l'armement Jean-Claude Sompairac (1979-1993)
- Jacques Douffiagues (1993-1995)
- Michel Mazens (1995-2006)
- Bruno Cotté (2006-2007)
- Philippe Japiot (2007-2008)
- amiral Alain Oudot de Dainville (2008-2014)
- amiral Edouard Guillaud (2014-2017)
- ingénieur général de l'armement Daniel Argenson (2017-)

## Intégrité publique
Les ventes d'armes, par les commissions occultes et rétrocommissions qu'elles génèrent, constituent un mode supposé de financement occulte de partis politiques français, bien que jamais prouvé, principalement du fait du secret défense qui les entoure. Elles sont donc l'objet d'importants enjeux politiques comme l'a illustré l'affaire du contrat Sawari 2 de vente de trois frégates La Fayette à l'Arabie saoudite et l'affaire du contrat AGOSTA de vente de trois sous-marins au Pakistan[réf. souhaitée].